# Prekonozi
Prekonozi (en serbio: Преконози) es un pueblo del municipio de Aleksinac, Serbia. Según el censo de 2002, el pueblo tiene una población de 173 personas. 